# Тит Мунаций Планк Бурса
Тит Мунаций Планк Бурса (на латински: Titus Munatius Plancus Bursa; Byrsa) е политик на Римската република през края на 1 век пр.н.е.

## Биография
Произлиза от конническата фамилия Мунации. Роден е в Тибур в Лацио. Брат е на Луций Мунаций Планк (консул 42 пр.н.е.) и на Гай Мунаций Планк (или Гней, претор 43 пр.н.е.) и Луций Плавций Планк (осиновен от Луций Плавций, казва се по рождение Гай и получава малкото име Луций).
През 52 пр.н.е. Тит Мунаций е народен трибун. Консули тази година са Квинт Цецилий Метел Пий Сципион и Помпей. Той помага на Помпей Велики с колегите си Квинт Помпей Руф и Гай Салустий Крисп. Te разпалват народни недоволствия. В разрасналата се анархия избират Гней Помпей Магнус за единствен консул. Той му помага да се възвърне реда. Подготвя се закона la Lex de Vi против Мило, заради убийството на Публий Клодий Пулхер, чийто привърженици занасят трупа му в Курия Хостилия на Форум Романум и с нея го изгарят. Мило е изпратен в изгнание. Планк отива след това в Равена в Галия. Връща се в Рим и през 45 пр.н.е. е в опозиция на триумфа на Цезар след връщането му от Испания.
След убийството на Юлий Цезар той се присъединява към Марк Антоний и участва в Мутинската война. В Поленция през 43 пр.н.е. e победен от Луций Понтий Аквила, легат на Децим Брут и прогонен от Поленция.